# 布吕松
布吕松（法語：Brusson，法語發音：[bʁysɔ̃]）是法国马恩省的一个市镇，位于该省东南部，属于维特里勒弗朗索瓦区。

## 地理
布吕松（48°44'57"N, 4°42'12"E）面积4.86 平方千米，位于法国大東部大區马恩省，该省份为法国东北部内陆省份，北起阿登省，西北接埃纳省，西南接塞纳-马恩省，南至奥布省，东南接上马恩省，东临默兹省。
与布吕松接壤的市镇（或旧市镇、城区）包括：栋普勒米、法夫雷斯、普利尚库尔、蓬蒂永。

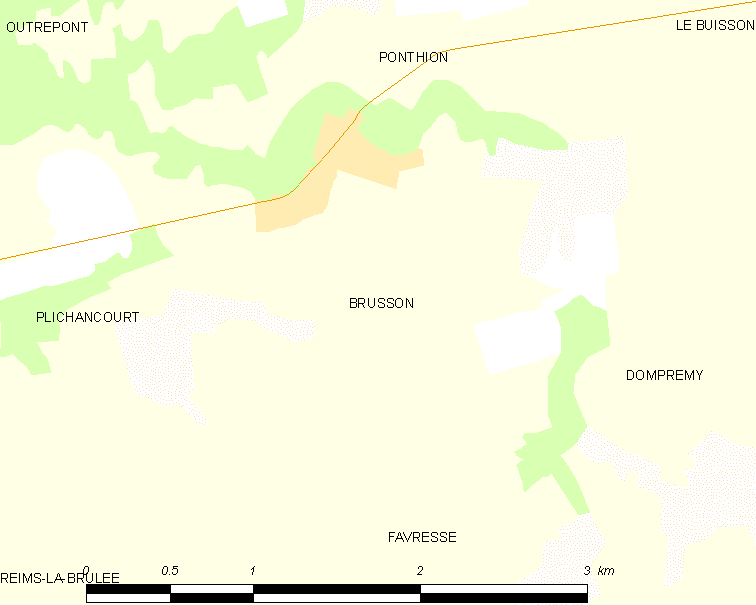
布吕松的OSM定位图

布吕松的时区为UTC+01:00、UTC+02:00（夏令时）。

## 行政
布吕松的邮政编码为51300，INSEE市镇编码为51094。

## 政治
布吕松所属的省级选区为塞迈兹莱班县。

## 人口

1962-2008年间布吕松人口变化图示

布吕松于2022年1月1日时的人口数量为187人。